# Municipio de San Antonio La Paz
Municipio de San Antonio La Paz är en kommun i Guatemala.   Den ligger i departementet Departamento de El Progreso, i den centrala delen av landet, 28 km öster om huvudstaden Guatemala City.